# Elyra perdentalis
Elyra perdentalis là một loài bướm đêm trong họ Noctuidae.